# Волынские немцы
Волынские немцы (нем. Wolhyniendeutsche, Wolyniendeutsche) — одно из этнических меньшинств, проживавших на Волыни до Второй мировой войны.

## История

### Начало колонизации

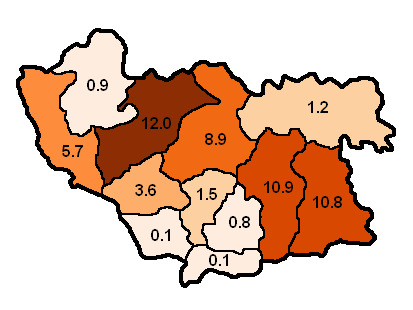
Доля немецкоязычного населения в уездах Волынской губернии по данным переписи 1897 г.

Первой немецкой колонией на Волыни считается поселение Голендра во Владимир-Волынском уезде, основанное в 1797 году. г. В 1804 году немцы поселились в Антоновке возле городка Кунев, в 1817 году. г. появилась колония Вальдгейм. В Ровенском уезде первой немецкой колонией стала Софиевка, это произошло в 1811 году. г. До 1840 г. г. возникло около 11 колоний, в последующие 20 лет — ещё 21 колония. Самый быстрый рост числа немецких колоний начался в 1861 году. г. В течение 1861—1871 гг. на Волыни поселилось около 5500 немецких семей. Если в 1862 году г. в Волынской губернии проживало 4247 немцев, то в 1864 р. — 6343, в 1866 г.- 11542, 1868 р. — 20505. Большинство колонистов были выходцами из Пруссии и Австрии. Были среди них и немцы, переселенцы из Привислинского края.

### Немцы во второй половине XIX в.
По состоянию на 1871 год немцы проживали в 56 поселениях Луцкого уезда, 31 — Ровенского уезда, 28 — Житомирского, 22 — Новограда-Волынского, 9 — Владимир-Волынского, 8 — Дубенского (выходцы из Пруссии — менониты). Незначительное немецкое население проживало в Заславском уезде (3 поселения). В Острожском уезде до 1866 года было две колонии Ядвиник и Карлсвальд с протестантским популяцией голландского происхождения. В Овручском уезде немцы проживали в колонии Горщик.
Немецкие колонисты жили замкнуто, почти не контактируя с местным украинским и польским населением. Они образовали своеобразное «государство в государстве» с собственным самоуправлением, школами, храмами. Для разрешения спорных вопросов с местным населением привлекались дипломатические агентства своих стран происхождения (Пруссии и мелких германских государств). Из более чем 20 тыс. немцев 3/4 не пожелали получать российское подданство и продолжали проживать как иностранцы. Только начиная с 1870-х, после прекращения поощрения немецкой миграции и сворачивания льгот для колонистов, они стали получать российское подданство, которое в 1897 году уже имели абсолютное большинство немцев Волыни.
По переписи 1897 г. в губернии было зафиксировано 171 331 человек с родным немецким языком. Самый высокий удельный вес немецкоязычных был характерен для уездов Луцкого (30 255 человек, 12,0 % населения), Новоград-Волынского (38 201 человек, 10,9 %) и Житомирского уездов (46 922 чел., 10,8 %). Проживали они также в уездах Ровенском (24 407 человек, 8,9 %), Владимир-Волынском (15 739 человек, 5,7 %) и Дубенскому (6942 человек, 3,6 %). В Овручском и Острожском уездах немцы составляли 1,2-1,5. % населения, в других уездах их было менее 1 %, меньше (0,1 %) в Староконстантиновском и Кременецком уездах. До 1911 г. количество немцев увеличилось до 200 938 человек, однако их доля уменьшилась до 5,35 %.

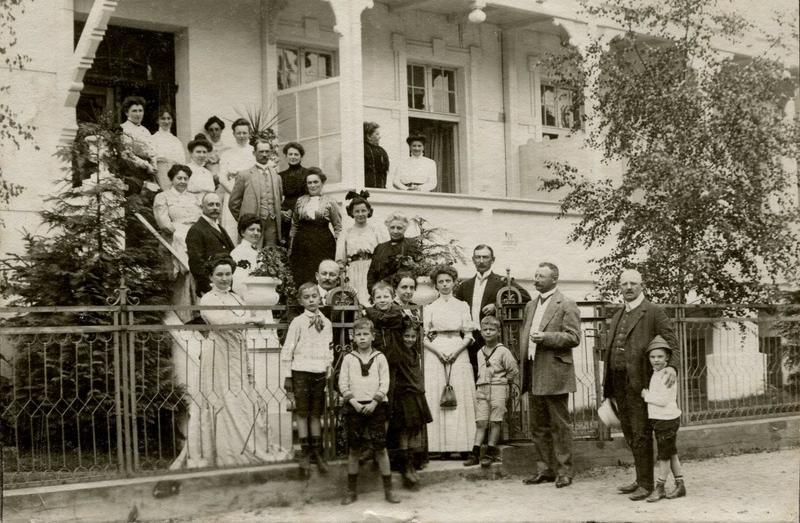
Представители немецкого общества Житомира, 1913 г.

В религиозном составе среди немцев абсолютно преобладал протестантизм — по переписи 1897 г. протестантами (преимущественно лютеранами и менонитами) были 98,7 % немецкоязычного населения. Римокатоликов среди немцев Волыни насчитывалось 1,5 тыс. (0,89 %), православных 0,5 тыс. (0,33 %). Большинство немцев занимались земледелием, животноводством. В области занятости Волынской губернии с наивысшим удельным весом немцев в 1897 году относились животноводство и лесничество (14-16 % занятого населения губернии), обработка питательных продуктов животного и растительного происхождения (10,4 %), обработка волокнистых веществ (9,3 %).
| Занятость немцев Волынской губернии по переписи 1897 г. | Занятость немцев Волынской губернии по переписи 1897 г. | Занятость немцев Волынской губернии по переписи 1897 г. | Занятость немцев Волынской губернии по переписи 1897 г. |
| вид занятости                                           | количество занятых немецкоязычных                       | удельный вес немцев                                     |                                                         |
| ------------------------------------------------------- | ------------------------------------------------------- | ------------------------------------------------------- | ------------------------------------------------------- |
| Животноводство                                          | 890                                                     | 16,0 %                                                  |                                                         |
| Лесничество                                             | 403                                                     | 14,0 %                                                  |                                                         |
| Переработка животных и растительных продуктов           | 750                                                     | 10,4 %                                                  |                                                         |
| Обработка волокнистых продуктов                         | 413                                                     | 9,3 %                                                   |                                                         |
| Другие виды производства                                | 78                                                      | 8,9 %                                                   |                                                         |
| Земледелие                                              | 29 308                                                  | 7,2 %                                                   |                                                         |
| Богослужение христианское неправославное                | 17                                                      | 7,1 %                                                   |                                                         |
| Прислуга, поденщики                                     | 4 065                                                   | 6,4 %                                                   |                                                         |
| Обработка металлов                                      | 473                                                     | 6,3 %                                                   |                                                         |
| Обработка дерева                                        | 539                                                     | 6,1 %                                                   |                                                         |
| Наука, литература, искусство                            | 14                                                      | 5,5 %                                                   |                                                         |
| Учебная и воспитательная деятельность                   | 317                                                     | 5,1 %                                                   |                                                         |
| Добыча руд                                              | 8                                                       | 4,7 %                                                   |                                                         |
| Строительство, ремонт                                   | 452                                                     | 4,3 %                                                   |                                                         |
| Лица, не указавшие занятия                              | 179                                                     | 4,0 %                                                   |                                                         |
| Лица, отбывающие наказание, лишены свободы              | 62                                                      | 3,8 %                                                   |                                                         |
| Пчеловодство, шелководство                              | 10                                                      | 3,8 %                                                   |                                                         |
| Химическое производство                                 | 44                                                      | 3,5 %                                                   |                                                         |
| Обработка минеральных веществ (керамика)                | 116                                                     | 3,1 %                                                   |                                                         |
| Доходы по капиталам, недвижимости                       | 320                                                     | 2,9 %                                                   |                                                         |
| Торговля питьевая                                       | 41                                                      | 2,3 %                                                   |                                                         |
| Обработка животных продуктов                            | 57                                                      | 2,2 %                                                   |                                                         |
| Трактиры, отели, мебельные комнаты и клубы              | 27                                                      | 2,0 %                                                   |                                                         |
| Торговля стройматериалами, топливом                     | 48                                                      | 1,9 %                                                   |                                                         |
| Больничная и санитарная деятельность                    | 35                                                      | 1,8 %                                                   |                                                         |
| Изготовление одежды                                     | 421                                                     | 1,7 %                                                   |                                                         |
| Личности неопределенных занятий                         | 73                                                      | 1,5 %                                                   |                                                         |
| Почта, телефон, телеграф                                | 11                                                      | 1,5 %                                                   |                                                         |
| Ювелирное дело, живопись, предметы культа               | 7                                                       | 1,4 %                                                   |                                                         |
| Винокурение, пиво- и медоварение                        | 11                                                      | 1,0 %                                                   |                                                         |
| Вооружённые силы                                        | 521                                                     | 1,0 %                                                   |                                                         |
| Железная дорога                                         | 31                                                      | 0,8 %                                                   |                                                         |
| Извозный промысел                                       | 27                                                      | 0,6 %                                                   |                                                         |
| Администрация, суд, полиция                             | 22                                                      | 0,6 %                                                   |                                                         |
| Торговля живым скотом                                   | 12                                                      | 0,4 %                                                   |                                                         |
| Торговля тканями и одеждой                              | 6                                                       | 0,3 %                                                   |                                                         |
| Самодеятельное население                                | 40 068                                                  | 5,7 %                                                   |                                                         |

В 1861 году г. во владении немецких колонистов находилось всего 0,1 тыс. десятин земли в 1868 г. — 20 тыс. десятин земли, в 1871 г. — 45 тыс., в 1884 году — 94 тыс. и ещё 17 тыс. в арендном владении. По состоянию на середину 1880-х немцам принадлежало ок. 5 % сельскохозяйственных земель губернии (полякам 69 %, украинцам и русским 24 %)

## Первая мировая война
До Первой мировой войны на Волыни проживало около 200 тысяч немцев.
В годы Первой мировой войны часть волынских немцев была переселена в Германию, другая понесла большие потери человеческих жизней, депортацию на окраины царской империи.
В 1915—1916 годах они были депортированы в Сибирь и Среднюю Азию. Чтобы избежать ссылки в Сибирь, многие браки заключались с украинцами.
Десятки тысяч человек скончались от холода, голода и эпидемий. После революции на Волынь вернулась только половина выселенных.

## Межвоенный период
После Первой мировой войны произошла польско-советская война, в 1921 году территория расселения волынских немцев была разделена между Польшей и Советской Россией. К 1924 г. численность волынских немцев насчитывала около 120 000 человек.
По Всесоюзной переписи населения 1926 года немцы составляли 7,3 % населения Житомирского округа и 5,0 % Коростенского округа.
Расселение немцев в районах Волынского (Житомирского) округа по данным переписи 1926:
| город/район              | население | немцев | часть  |
| Пулинский район          | 59 533    | 15 906 | 26,7 % |
| Володарский район        | 48 607    | 8386   | 17,3 % |
| Новоград-Волынский район | 63 084    | 8129   | 12,9 % |
| Мархлевский район        | 40 904    | 3575   | 8,7 %  |
| Романовский район        | 43 330    | 3177   | 7,3 %  |
| Черняховский район       | 51 243    | 3167   | 6,2 %  |
| Ярунский район           | 36 076    | 1887   | 5,2 %  |
| Трояновский район        | 38 665    | 1338   | 3,5 %  |
| Потиевский район         | 41 898    | 1263   | 3,0 %  |
| Барановский район        | 44 341    | 1017   | 2,3 %  |
| Радомышльский район      | 59 424    | 1272   | 2,1 %  |
| Житомир                  | 76 597    | 713    | 0,9 %  |
| Коростышевский район     | 41 486    | 355    | 0,9 %  |
| Иванковский район        | 45 268    | 109    | 0,2 %  |

Расселение немцев в районах Коростенского округа по данным переписи 1926 года:
| город/район        | население | немцев | часть  |
| Барашевский район  | 36 160    | 6540   | 18,1 % |
| Городницкий район  | 41 135    | 6724   | 16,3 % |
| Емильчинский район | 43 609    | 5854   | 13,4 % |
| Ушомирский район   | 59 411    | 2978   | 5,0 %  |
| Олевский район     | 47 704    | 1465   | 3,1 %  |
| Лугинский район    | 36 377    | 845    | 2,3 %  |
| Коростень          | 12 012    | 159    | 1,3 %  |
| Малинский район    | 64 219    | 748    | 1,2 %  |
| Базарский район    | 38 038    | 328    | 0,9 %  |
| Словечанский район | 32 064    | 111    | 0,3 %  |
| Народицкий район   | 46 639    | 65     | 0,1 %  |

В 1930 году, в рамках политики коренизации был создан Пулинский немецкий район нем. Deutscher Kreis Pulin) с центром в поселке городского типа Пулин.
Район существовал в 1930—1935 годах в составе Волынского округа, впоследствии — прямое подчинение УССР, позже — в составе Киевской области, а затем — в составе Новоград-Волынского округа Житомирской области УССР.
В 1935 году г. Пулинский район был ликвидирован «в связи с экономической слабостью», «неудобством обслуживания МТС колхозов, а также административной через полосой» по постановлению Политбюро КП(б)У «О Мархлевском и Пулинском районах» от 17 сентября 1935 г. и по постановлению ВУЦИК под аналогичным названием от 3 октября 1935 г.

## Вторая Мировая война
После начала Второй Мировой войны в 1939 году с польской территории волынских немцев вместе с галицкими немцами (в общей сложности около 45000) было переселено в Вартегау.
Из соглашений об отселении, которые с 1939 по 1941 год были согласованы между Советским Союзом и Немецким рейхом, этнические немцы (около 44600), проживавшие в 1939 году в советской части Волыни, были исключены.
С октября 1943 г. по май 1944 г. их переселили службы СС как административных переселенцев сначала в Белосток, а затем в Вартегау.

## После 1945 года
Часть волынских немцев, переселенных в 1943—1944 годах в Германию, после поражения Германии вернулась обратно в Советский Союз. Часть с помощью западных союзников (англичан и американцев), как перемещенные лица, были переданы советским военным властям. Если они отвечали какому-либо из пяти критериев Ялтинской Конференции, они были принудительно репатриированы независимо от их личных пожеланий. В глазах Сталина все советские граждане, по какой-либо причине временно оказавшиеся во время Второй мировой войны за пределами СССР, считались «предателями» и «пособниками нацистского режима» и должны были наказаны соответствующим образом.
Остальные могли оставаться на постоянной основе в Германии. В Линстове была большая концентрация волынских немцев. Они сохраняют свою историю и там с 1992 года работает Музей и уникальный культурный и общественный центр волынян-переселенцев. С большой волной эмиграции, начиная с конца 1980-х годов, многие волынские немцы прибыли в качестве эмигрантов в ФРГ. В Мекленбурге потомки волынских немцев живут в Линстоу, Ней Шлоене и Даргуне.

## См. раздел также
- Украинские немцы
- Волынские чехи